# Nicolás Schreier
Nicolás Schreier Loret de Mola (30 de octubre de 1986) es un windsurfista peruano. Ha logrado el título de la categoría senior en el Campeonato Mundial de Windsurf Fórmula Experience en cuatro oportunidades.

## Títulos
- Campeonato Mundial de Fórmula Experience
  - Campeonato Mundial 2008 en Ancón, Perú.[1]
  - Campeonato Mundial 2009 en El Puerto de Santa María, España.[2]
  - Campeonato Mundial 2010 en Araruama, Brasil.[3]
  - Campeonato Mundial 2011 en Cancún, México.[4]